# Parafia św. Jana Chrzciciela w Zofiówce
Parafia świętego Jana Chrzciciela w Zofiówce – parafia rzymskokatolicka, znajdująca się w diecezji sandomierskiej, w dekanacie Połaniec.